# Fledermausquartier Eiskeller Glambeck
Fledermausquartier Eiskeller Glambeck este o arie protejată (arie specială de conservare — SAC, sit de importanță comunitară — SCI) din Germania întinsă pe o suprafață de 0,04 ha, integral pe uscat.

## Localizare
Centrul sitului Fledermausquartier Eiskeller Glambeck este situat la coordonatele 53°01′32″N 13°49′09″E / 53.0256°N 13.8192°E.

## Înființare
Situl Fledermausquartier Eiskeller Glambeck a fost declarat sit de importanță comunitară în martie 2004 pentru a proteja 1 specie de animale. Situl a fost protejat și ca arie specială de conservare în ianuarie 2008.

## Biodiversitate
Situată în ecoregiunea continentală, aria protejată nu include niciun habitat protejat.
La baza desemnării sitului se află o specie protejată de  mamifere: liliac cârn (Barbastella barbastellus).